# Intelligenzaktion
Intelligenzaktion (нім. вимова: [ɪntɛliˈɡɛnt͡s.akˌt͡sjoːn] ), або масові розстріли інтелігенції — серія масових убивств польської інтелігенції (вчителів, священиків, лікарів та інших відомих членів польського суспільства) на початку Другої світової війни (1939–1945 рр.) Нацистською Німеччиною. Німці проводили операції відповідно до свого плану германізації західних областей окупованої Польщі перед їх територіальним приєднанням до Німецького Рейху.
Операції масового вбивства Intelligenzaktion призвели до вбивства 100 000 поляків; шляхом насильницького зникнення німці ув’язнювали та вбивали обраних представників польського суспільства, яких до війни вважали ворогами Рейху; їх ховали в братських могилах, які викопали у віддалених місцях. Для того, щоб полегшити депопуляцію Польщі, німці тероризували широке населення, виконуючи публічні, сумарні страти обраних інтелектуалів і громадських лідерів, перш ніж вони здійснили вигнання основного населення з окупованої Польщі. Кати айнзацгрупи «Ескадрони смерті» та члени місцевого Volksdeutscher Selbstschutz, міліції німецької меншини, виправдовували свої дії неправдивими заявами, що метою їх поліцейської роботи було усунення політично небезпечних людей з польського суспільства.
Intelligenzaktion був важливим кроком до впровадження Sonderaktion Tannenberg (Спеціальна операція Tannenberg), призначення нацистських поліцейських і функціонерів — із SiPo (що складається з членів Кріпо та Гестапо) та членів SD — для управління окупацією та сприяння реалізація Генерального плану Ост, німецька колонізація Польщі. Серед 100 000 людей, які були вбиті під час операцій Intelligenzaktion, приблизно 61 000 з них були представниками польської інтелігенції, людьми, яких німці вважали політичними мішенями згідно з Спеціальною книгою прокурорів Польщі, книгою, складеною перед початком війни у вересні 1939. Intelligenzaktion відбулася незабаром після німецького вторгнення до Польщі (1 вересня 1939 р.) і тривала з осені 1939 р. до весни 1940 р.; масове вбивство польської інтелігенції продовжилося діями АБ-Акції.

## Призначення

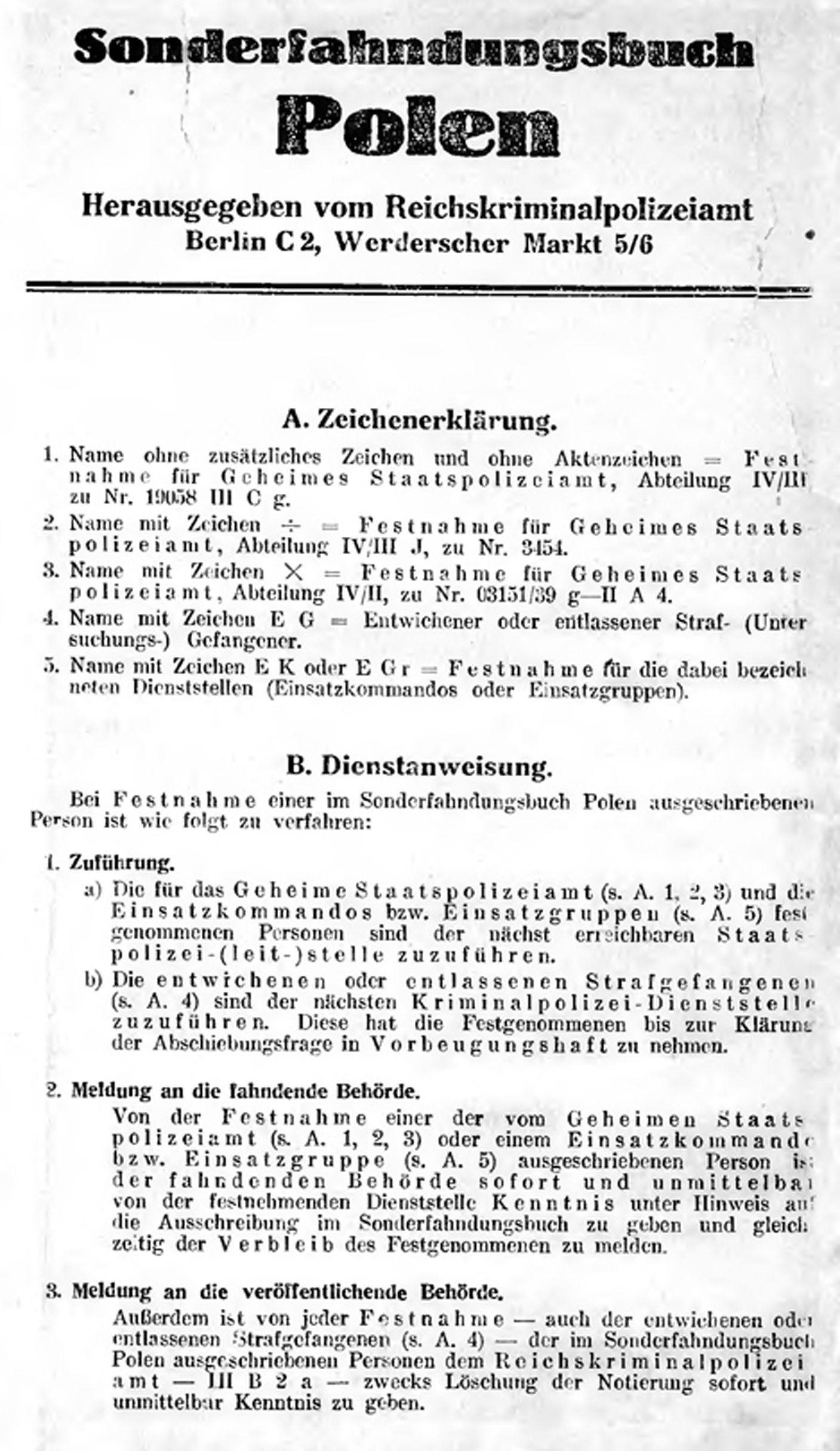
Книга Sonderfahndungsbuch Polen – списки 60 000 цілей у Intelligenzaktion.

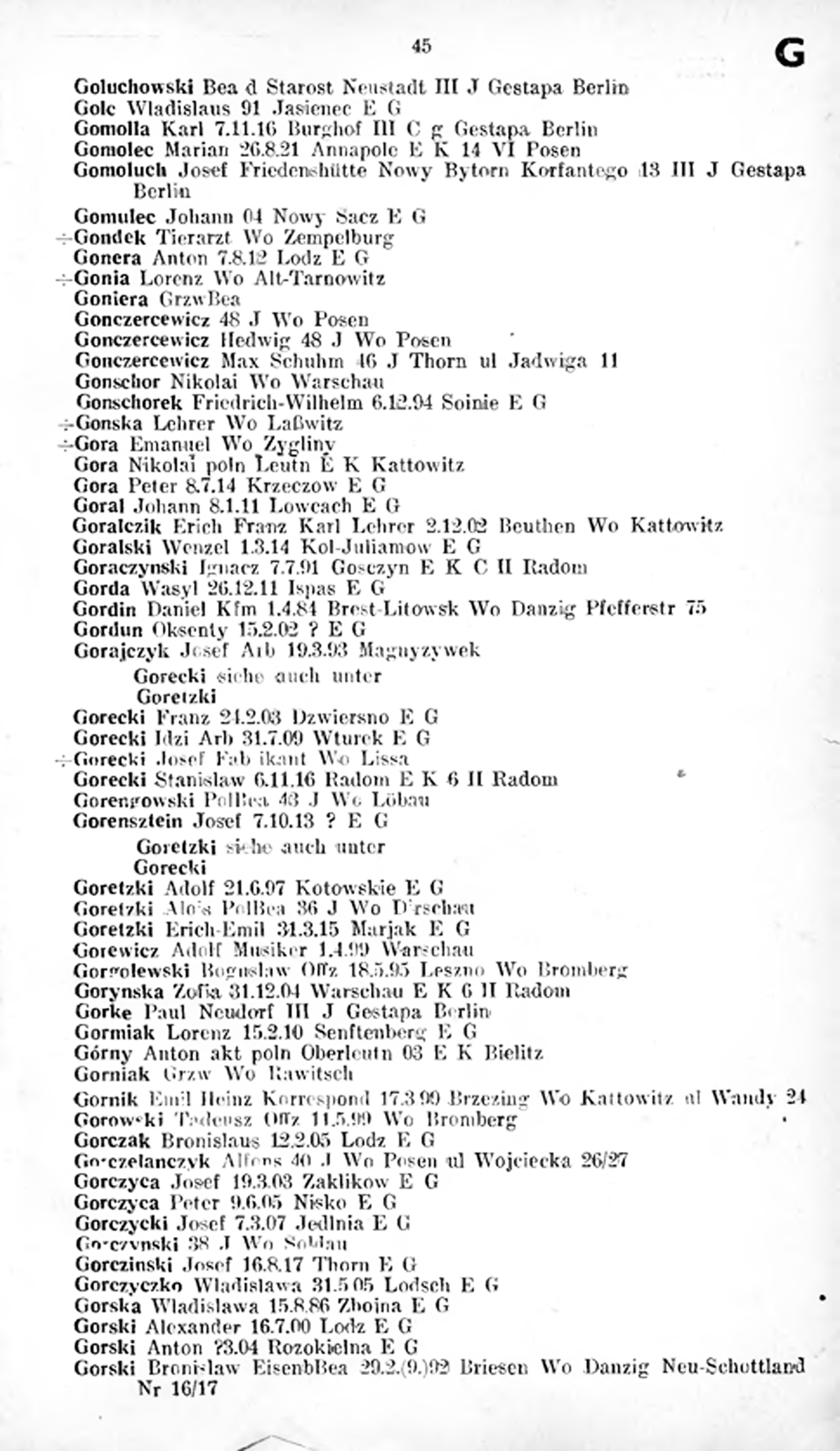
Sonderfahndungsbuch Polen - Сторінка з іменами на літеру "Г" зі скороченнями. EK розшифровується як Einsatzkommando Death Squad, а EG – як Einsatzgruppen Authority.

Адольф Гітлер наказав знищити інтелігенцію та соціальні еліти Польщі, щоб перешкодити їм організувати поляків проти їхніх німецьких панів і перешкодити окупації та колонізації країни; масове вбивство мало відбутися перед приєднанням Польщі до Великого Німецького Рейху : 
Ще раз «фюрер» повинен зазначити, що поляки можуть мати тільки одного господаря, і це німець; два господарі не можуть і не повинні існувати поряд; тому всі представники польської інтелігенції повинні бути ліквідовані [umbringen]. Звучить жорстко, але такі закони життя.
Нацистський расизм вважав, що польські еліти, швидше за все, мають німецьку кров, оскільки їхній стиль динамічного керівництва позитивно контрастував із «слов’янським фаталізмом» російського народу;  тим не менш, знищення таких національних лідерів було необхідним, оскільки їхній патріотизм (моральний авторитет) перешкоджав би повномасштабній германізації поневоленого населення Польщі. 
Крім того, за допомогою Rassenpolitisches Amt der NSDAP ( Управління расової політики нацистської партії) расово цінні (арійські) діти польської інтелігенції мали бути викрадені до Рейху для германізації; Нацистська ідеологія стверджувала, що така неслов’янська акультурація запобіжить відродженню польської інтелігенції, а отже, відродженню польського націоналізму в германізованій Польщі.

## Метод
Після контролю над Польщею німці заарештували, ув’язнили та вбили приблизно 61 000 осіб як ворогів Німецького Рейху, усіх з яких було ідентифіковано як інтелігенцію кожного міста, містечка та села. Біографія кожного чоловіка та жінки була внесена в Спеціальну книгу прокуратури Польщі (Sonderfahndungsbuch Polen ), яку німецькі громадяни Польщі, вірні нацистській партії в Німецькому Рейху, склали перед війною для німецької поліції та сил безпеки SiPo (Поліція безпеки) і СД (Служба безпеки).
Einsatzgruppen і Volksdeutscher Selbstschutz, ополчення етнічної самооборони німецької меншини в Польщі, мали вбивати інтелігенцію, визначену в Спеціальній книзі обвинувачення – Польща. Усвідомлюючи, що вони вбиватимуть неозброєних цивільних осіб, командири воєнізованих формувань зміцнювали моральний дух ідеологічними та расистськими вказівками солдатам-поліцейським, що їхня політична роль в етнічних чистках Польщі (страти, боротьба з повстанцями, поліція) буде більшою складніше, ніж воювати в бою проти солдатів; як зазначив Мартін Борман під час зустрічі (2 жовтня 1940 р.) між Гітлером і Гансом Франком:
«Фюрер» мусить ще раз підкреслити, що для поляків є тільки один господар, і він німець; не може бути двох панів, один біля одного, і немає на це згоди, тому всі представники польської інтелігенції мають бути вбиті... Генерал Губернатор — це польська резервація, великий польський трудовий табір.
У рамках Generalplan Ost політичною метою Intelligenzaktion було знищення еліти польського суспільства, яку нацисти загалом визначали як шляхту (польську шляхту), інтелігенції, вчителів, соціальних працівників, суддів, військових ветеранів, священиків і бізнесменів. ; будь-який поляк і поляк, які відвідували середню школу, і тому могли забезпечити націоналістичне керівництво для опору німецькій окупації Польщі.

## Регіональні операції
1. Intelligenzaktion Pommern, регіональна операція масових вбивств у Поморському воєводстві; 23 000 поляків було заарештовано, ув’язнено та вбито невдовзі після ідентифікації та арешту. Щоб тероризувати широке населення, німці вибрали видатних громадян із заарештованих і публічно стратили їх, залишивши трупи на виставці, як формальне застереження проти опору німецькій окупації[4]
2. Intelligenzaktion Posen, масове вбивство 2000 жертв з Познані.
3. Intelligenzaktion Masovien, регіональне масове вбивство в Мазовецькому воєводстві, 1939–40 рр., 6700 убитих людей з Остроленки, Вишкува, Цеханова, Високого Мазовецького та Ґєлчина поблизу Ломжі.
4. Intelligenzaktion Schlesien, регіональне масове вбивство в Сілезькому воєводстві в 1940 році; Вбито 2000 поляків.
5. Intelligenzaktion Litzmannstadt, регіональне масове вбивство в Лодзі, 1939; 1500 вбитих.
6. Sonderaktion Krakau, масовий арешт інтелігенції, 183 професорів Ягеллонського університету, яких німці вивезли до концтабору Заксенгаузен.
7. Zweite Sonderaktion Krakau
8. Sonderaktion Schenstochau в Ченстохові
9. Sonderaktion Lublin, регіональне масове вбивство в Любліні; Загинуло 2000 осіб, більшість із яких були священиками Римсько-католицької церкви.
10. Sonderaktion Bürgerbräukeller у Лодзькому воєводстві
11. Professorenmord, масове вбивство інтелігенції в Станіславові, на Кресах, Czarny Las Massacre; Вбито 250–300 польських академіків.